# Jack McGrath
John James "Jack" McGrath (ur. 9 października 1919 w Los Angeles, zm. 6 listopada 1955 w Phoenix) – amerykański kierowca wyścigowy.
McGrath, czołowy kierowca samochodów typu midget pod koniec lat 40., wygrał pierwsze mistrzostwo CRA (California Roadster Association) w 1946 roku. Następnie został określony "królem hot rodów". Jego wysiłki, wraz z przyjacielem Manuelem Ayulo, pomogły ustabilizować renomę roadsterów jako prawdziwych samochodów wyścigowych.
Na początku lat 50. wygrał kilka zawodów AAA. Zginął w 1955 w wyścigu typu dirt track w Phoenix.

## Starty w Indianapolis 500
| Rok  | Nr | Start. | Msc. | Okr. | Lider | Uwagi         |
| ---- | -- | ------ | ---- | ---- | ----- | ------------- |
| 1948 | 52 | 13     | 21   | 70   | 0     | awaria        |
| 1949 | 33 | 3      | 26   | 39   | 0     | pompa olejowa |
| 1950 | 49 | 6      | 14   | 131  | 0     | wypadek       |
| 1951 | 9  | 3      | 3    | 200  | 11    |               |
| 1952 | 4  | 3      | 11   | 200  | 6     |               |
| 1953 | 5  | 3      | 5    | 200  | 0     |               |
| 1954 | 2  | 1      | 3    | 200  | 47    |               |
| 1955 | 3  | 3      | 26   | 54   | 6     | magneto       |